# Xavier Branicki
Vous lisez un « bon article » labellisé en 2015.
Pour les articles homonymes, voir Branicki.
Franciszek Ksawery Branicki, né le 26 octobre 1816 à Varsovie en Pologne et mort le 20 novembre 1879 à Assiout en Égypte, est un réfugié politique polonais exilé en France, descendant d'une grande famille de la noblesse polonaise, comptant parmi les familles les plus riches d'Europe. Le comte Branicki est également écrivain, mécène et philanthrope. Il fut naturalisé français en 1854.
Né dans une Pologne avant les partages qui l'ont rayée de la carte de l'Europe, Franciszek Ksawery Branicki s'engage dans l'Armée impériale russe mais ses convictions patriotiques lui valent la méfiance puis, plus tard, l'hostilité de l'empereur Nicolas Ier. Il quitte l'armée en 1844, vend la plupart de ses domaines polonais et s'exile, d'abord auprès de sa sœur en Italie, puis en France.
Dès son arrivée à Paris vers 1848, il fréquente les salons, les milieux libéraux mais aussi ceux des finances. Son immense fortune et ses contacts contribuent à la fondation du Crédit foncier de France, financement des travaux haussmanniens à Paris et des investissements importants dans l'industrie ferroviaire en France et en Algérie. En 1849, il acquiert le château de Montrésor et devient maire de la commune de 1860 à 1870.
Patriote polonais, il soutient financièrement les émigrés polonais en France et reste en contact avec les Polonais en Italie. Il se met également au service de la France en participant à la guerre de Crimée ainsi qu'à la campagne d'Italie. Il est naturalisé français en 1854 et ses actions lui valent d'être nommé chevalier dans l'ordre de la Légion d'honneur en 1862.
Personnage éclectique et passionné, séducteur, adepte de la chasse à courre et collectionneur, il est aussi l'auteur de plusieurs ouvrages politiques et économiques, dont deux dans lesquels il développe l'idée, non retenue, d'un impôt sur le capital pour participer au paiement de la dette à l'Allemagne après la guerre de 1870.

## Biographie
Les Branicki sont une famille très influente à la cour impériale de Saint-Pétersbourg au XVIIIe siècle.
| - Le hetman F.-X. Branicki. - Alexandra von Engelhardt. |

Franciszek Ksawery Branicki est l'aîné de quatre fils dans une fratrie de sept enfants du comte Władysław Branicki et son épouse Róża née Potocka. Son grand-père est le hetman Franciszek Ksawery Branicki et sa grand-mère  Alexandra von Engelhardt, nièce du prince Grigori Potemkine et proche de l’impératrice Catherine II,. Propriétaire d'une immense fortune et des domaines importants comme à Biała Cerkiew,, le grand-père Branicki a joué un rôle de premier plan  dans l'histoire de la Pologne mais son action a été néfaste. Il a participé, entre autres, à la confédération de Targowica, qui a mené directement aux partages de la Pologne, divisée et occupée par la suite par l'empire russe, l'empire autrichien et le royaume de Prusse. Aussi, le grand-père maternel de Branicki, Stanisław Szczęsny Potocki s'est rangé aux côtés du Tsar.
Le jeune Ksawery se montre très réceptif aux idéaux du patriotisme polonais de sa mère Róża Potocka et s'oppose aux convictions politiques de son père et de ses deux grands-pères. Il entre cependant dans l'armée russe dès l'âge de 18 ans où il se retrouve sous la tutelle du maréchal Ivan Paskevitch et devient aide de camp du tsar Nicolas Ier. Ce n'est pas une véritable promotion mais plutôt une « mise sous surveillance », car le tsar aurait parlé de Branicki à Paskevitch en ces termes : « Bon ou mauvais officier, il est animé par le plus détestable esprit. C'est la jeune France greffée sur la vieille Pologne. Maintenant je l'aurai sous la main. S'il se rend coupable de la moindre peccadille, son affaire sera faite aussitôt. Je l'enverrai dans quelque région perdue où les corbeaux même ne parviendront pas à découvrir sa carcasse. » Xavier Branicki participe à la guerre du Caucase et il est promu lieutenant-colonel. Une maladie contractée pendant une campagne sur le Kouban lui sert de prétexte pour faire une cure à Gryfów Śląski, et démissionner en 1844 de l'armée.
Il quitte alors la Russie pour entreprendre un grand tour en Italie où il séjourne chez sa sœur, Zofia Branicka, épouse du prince Livio III Erba-Odescalchi. C'est peut-être là ou à Paris, vers 1847, que Branicki rencontre la famille du roi Jérôme-Bonaparte, frère de Napoléon et devient l'un de ses proches, notamment de son fils Napoléon-Jérôme.
En 1849, le tsar intime l'ordre à Branicki de rentrer en Russie mais celui-ci refuse. En réponse, Nicolas Ier le condamne au bannissement et aux travaux forcés à perpétuité dans les mines de Sibérie, lui retire ses titres nobiliaires, le dégrade de l'armée, le prive de ses décorations et confisque tous ses biens,, A cette époque, prévoyant, Ksawery Branicki a déjà vendu ou d'hypothéqué ses propriétés.
La même année, Branicki acquiert le château de Montrésor et plus de 2 000 ha de terres situées dans les environs.,. Toutefois, il réside plus souvent à Paris qu'en province, ne se fixant plus durablement en Touraine qu'à la fin des années 1850.

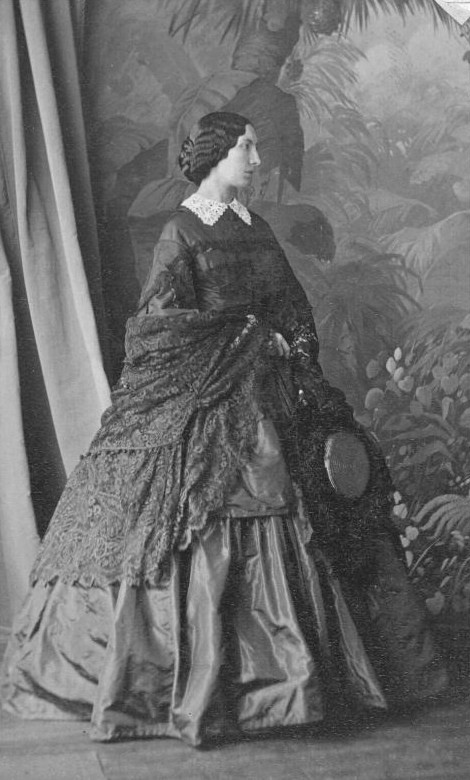
Pelagia Branicka née Zamoyska

En 1873, il se marie avec Pelagia Zamoyska (1830-1894), veuve d'Aleksander Rembieliński et mère de deux fils.
Il meurt en novembre 1879 lors d'une croisière à Assiout et il est inhumé à Montrésor en mai 1880. Sans descendance légitime, c'est le frère cadet de Ksawery, Konstanty Branicki qui hérite d'une grande partie de ses biens car Branicki a prévu plusieurs legs, dont un pour « les pauvres » à hauteur du trente-sixième de sa fortune estimée par le notaire chargé de la succession à plus de 7 100 000 F (environ 63 900 000 €). Au début du XXIe siècle, les descendants de Konstanty Branicki habitent toujours le château de Montrésor.

## Un homme aux multiples facettes

### Un défenseur de la cause polonaise au service de la France
| - Adam Mickiewicz (portrait posthume, 1856). - Cyprian Norwid (1861). |

Le comte Branicki n'avait pas fait mystère de ses sentiments patriotiques pendant qu'il servait sous l'uniforme russe. Ses contacts avec les insurgés polonais exilés en Italie et en France exaspèrent l'empereur Nicolas Ier qui le condamne par contumace au bannissement en Sibérie et confisque tous ses biens. Ksawery Branicki ne revient plus jamais dans son pays natal après 1844. Il s'investit dans les projets politiques, culturels et scientifiques de l'émigration politique polonaise, avec l'espoir de voir son pays d'origine retrouver son indépendance. Il fréquente les milieux progressistes et offre son soutien aux mouvements de libération nationale en Europe occidentale. Il appuie financièrement les projets politiques, ainsi que la vie d'écrivains et artistes compatriotes exilés, comme Adam Mickiewicz, Cyprian Norwid ou Joachim Lelewel. En 1849, il fonde et finance le journal La Tribune des Peuples d'Adam Mickiewicz. Il finance l'école polonaise des Batignolles ainsi que la Société historique et littéraire polonaise.
Il finance aussi l’expédition de la Légion de Adam Mickiewicz combattant en Italie en 1848 ce qui lui vaut un arrêté d'expulsion demandé par la Russie en août 1849 mais jamais appliqué et annulé au moment de sa naturalisation obtenue en 1854. Branicki finance aussi l’organisation des légions du général Władysław Zamoyski et du général Józef Wysocki en Turquie. Il apporte également son soutien financier aux insurgés polonais de janvier 1863.

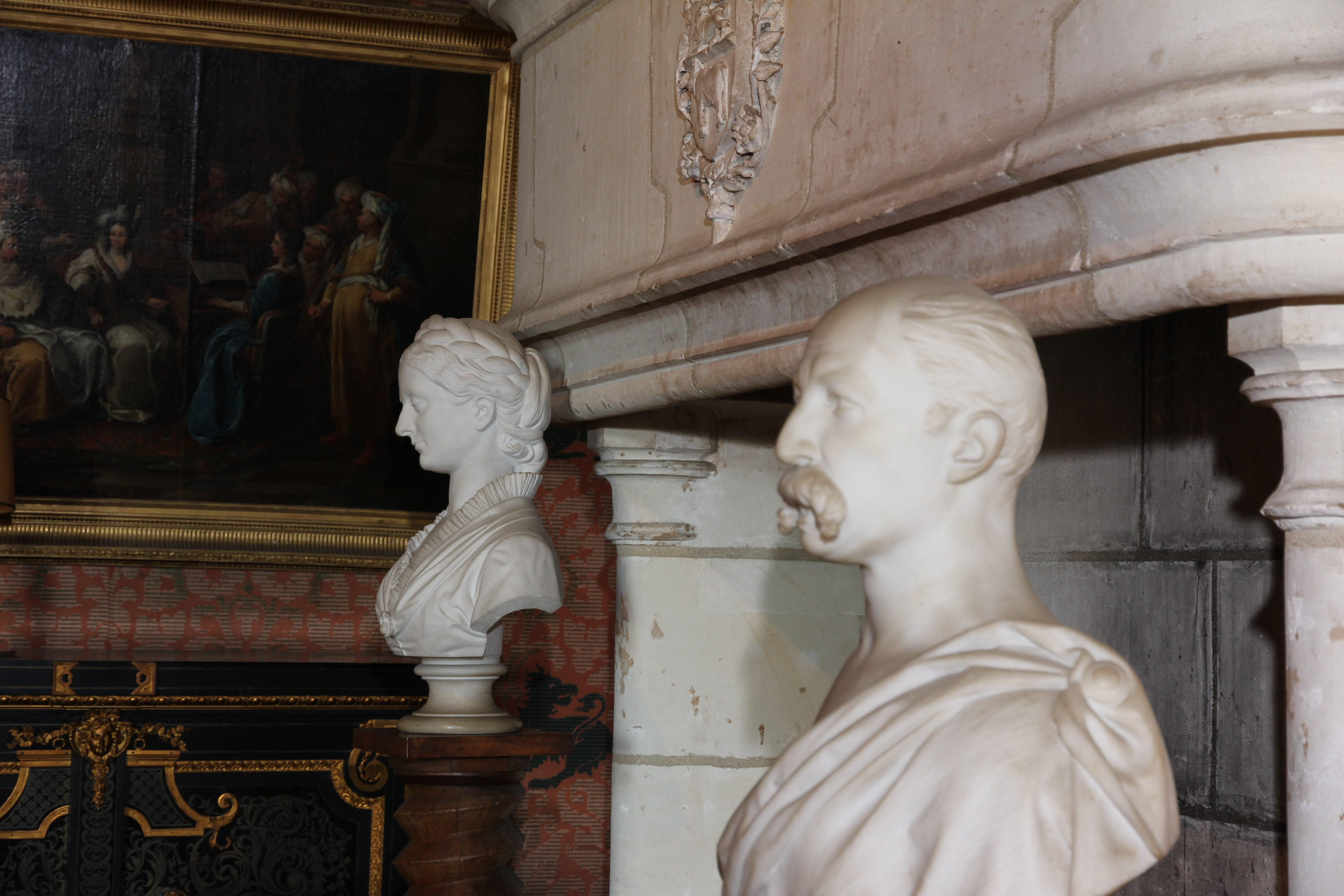
Buste de Xavier Branicki (premier plan), château de Montrésor.

Le comte Branicki souhaite que la restauration de l'Empire en France s'accompagne d'un soutien officiel aux patriotes et leur rêve de rentrer dans une patrie indépendante ; ce n'est pas le cas. Il espère également que l'affaiblissement de la Russie après la guerre de Crimée favorisera le rétablissement de la Pologne, espoir là encore déçu. Il semble pourtant user de toute son influence pour infléchir la position des autorités françaises : le 18 mars 1863, le prince Napoléon prononce devant le Sénat un discours dans lequel il s'engage résolument en faveur de pétitions demandant le rétablissement de la Pologne ; cette prise de position lui a sans aucun doute été dictée par ses contacts fréquents avec les émigrés polonais, au premier rang desquels Xavier Branicki.
Même s'il reste profondément attaché à sa patrie d'origine, il s'engage sans réserve au service de son pays d'accueil. Il sert dans les rangs de l'armée française lors de la guerre de Crimée pendant la campagne d'Italie, participant notamment à la bataille de Magenta. Ces faits de guerre lui valent d'être nommé chevalier dans l'ordre de la Légion d'honneur en 1862. S'il ne participe pas lui-même à la guerre de 1870, il finance la fondation et le fonctionnement d'un hôpital de campagne ; au mois d'août 1870, il offre au gouvernement français une somme de 500 000 francs pour le soulagement des blessés.

### Un châtelain et un maire

#### Maire et mécène pour sa commune

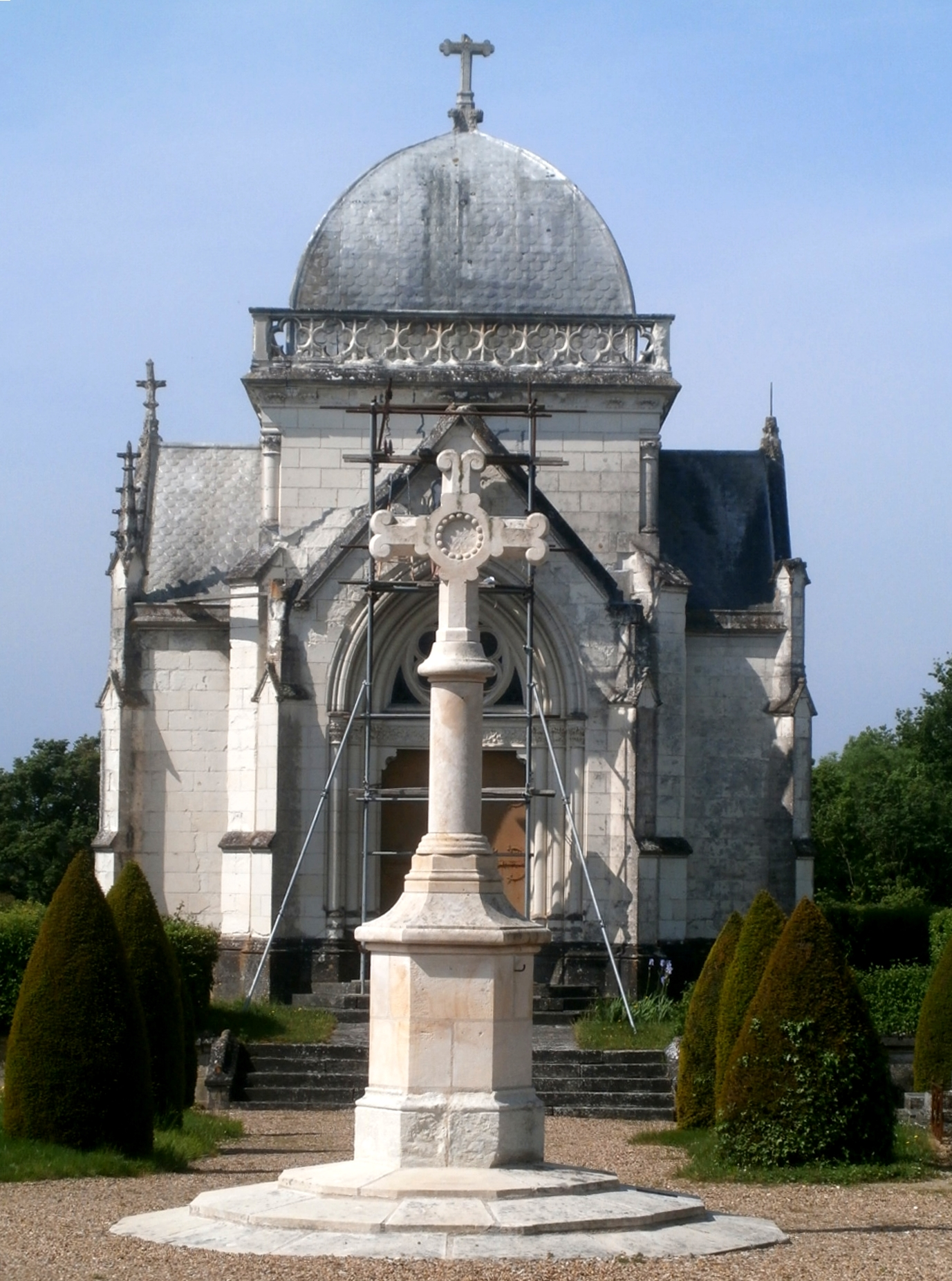
La chapelle funéraire Branicki du cimetière de Montrésor.

Sa grande fortune lui permet de financer des travaux colossaux sur de nombreux bâtiments de la commune, dont le château, mais aussi de pourvoir à certaines dépenses quotidiennes de fonctionnement de Montrésor, jusqu'alors profondément endettée. Naturalisé Français depuis 1854 et malgré son absence à Paris pour la majeure part d'une décennie, Xavier Branicki se révèle, pour la petite commune dont il est le maire de 1860 à 1870, un mécène généreux. À son arrivée, Montrésor est délabré et les équipements communaux sont en mauvais état, vétustes ou insuffisants et c'est le préfet d'Indre-et-Loire lui-même qui dresse ce constat alarmant. Le comte Branicki fait réparer l'école des filles, puis installe celle des garçons qui sera construite à partir de 1873, et prend en charge le salaire de son maître ; il restaure entièrement l'église, établit un nouveau cimetière sur un terrain dont il a fait don à la commune et dans lequel il construit une chapelle funéraire pour sa famille ; il finance la construction d'une ligne de télégraphe entre Montrésor et Loches vers 1866, l'aménagement d'une nouvelle mairie et d'un local pour que le juge de paix puisse siéger dans des conditions convenables ; un don permet à la commune d'acheter une pompe à bras pour lutter contre les incendies mais la compagnie des sapeurs-pompiers ne sera créée qu'en 1890. Il propose également qu'un hospice pouvant accueillir vieillards et malades du canton soit installé à Montrésor.
Par les importants travaux qu'il conduit à Montrésor, au château notamment, mais aussi comme propriétaire terrien car il possède plusieurs fermes dans le canton de Montrésor, Xavier Branicki fournit un emploi à de nombreux habitants de la commune et des alentours. Son arrivée à Montrésor n'a pourtant pas été unanimement saluée ; en témoigne cette appréciation sévère de Victor Le Febvre, avocat, propriétaire à Genillé, mais surtout polémiste, républicain convaincu et ennemi farouche des Bonaparte :

« En haut, le progrès s'est borné à remplacer le Bandit par le Courtisan ; le Courtisan par le Valet ; le noble par le noble ; et l'indigène noble aux prétentions à brassarts, par le noble exotique, aux habitudes de knouts-russes. »

— Victor Le Febvre, Montrésor, son chemin de fer, son conseiller général, 1880, p. 10.

#### Grand propriétaire et amateur d'art éclectique

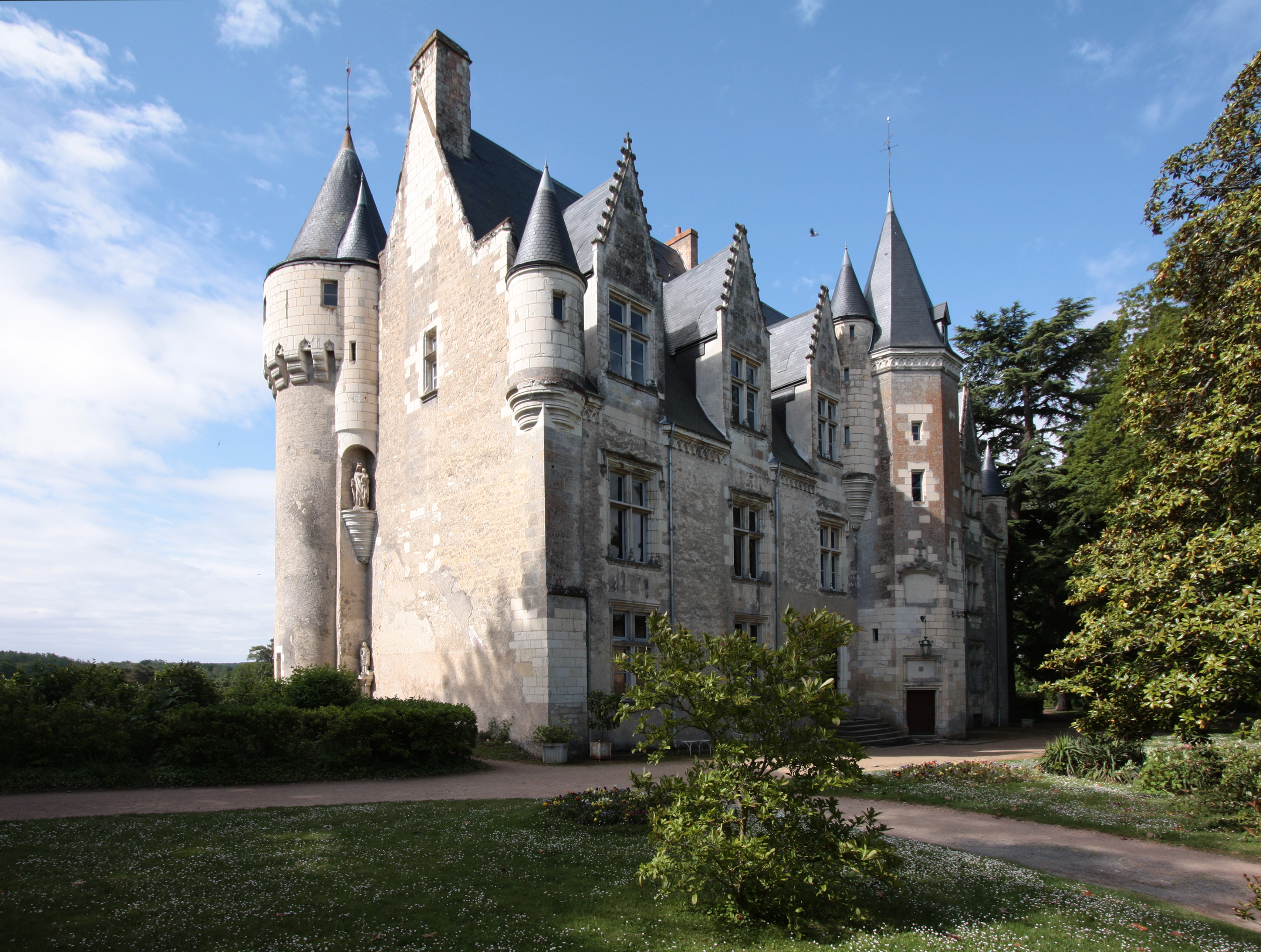
Le château de Montrésor.

Le nouveau châtelain de Montrésor confie la restauration du château à un intendant polonais, ancien officier et compatriote dévoué, Rodolf Domaradzki. Il demande à bénéficier de facilités pour restaurer son château, l'alimenter en eau ; en échange, il fait ses premiers dons financiers à la commune. Ses réalisations dans le domaine agricole sont plusieurs fois primées lors des comices agricoles et il participe à l'amélioration des chevaux de trait locaux par des croisements avec des étalons venus des domaines de ses frères en Pologne, occupée par la Russie. Xavier Branicki a acheté environ 2 000 ha de terres lors de son installation à Montrésor ; au fil des années, il réalise d'autres acquisitions et, la fin du XIXe siècle, sa famille possède plus de 3 000 ha à Montrésor et dans les environs.

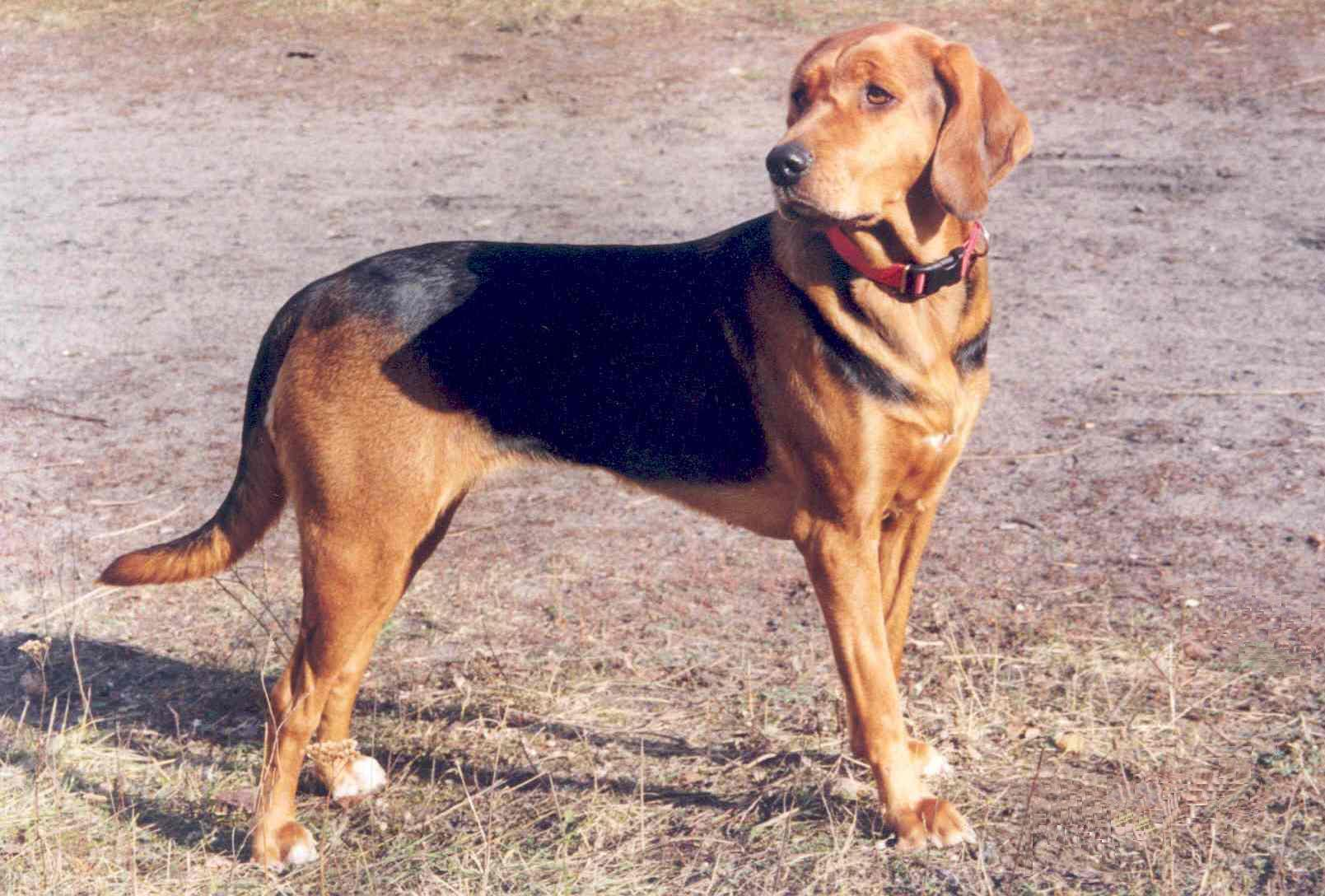
Le brachet polonais.

Le comte Branicki est aussi un grand chasseur et des pièces du château de Montrésor sont décorées d'imposants trophées. Il est d'ailleurs nommé lieutenant de louveterie à Montrésor en 1863. Il a tellement la nostalgie de la chasse polonaise, qu'il fait venir de Pologne un couple de chiens de chasse traditionnels, deux brachets polonais (ou Ogar Polski), de l'élevage du noble Piotr Orda, à partir desquels il crée une meute à Montrésor. L'une des parties de chasse qu'il organise mobilise 133 rabatteurs. Plon-Plon est invité à plusieurs reprises à venir chasser à Montrésor et il arrive que, pour célébrer cet événement, un repas soit offert aux habitants.
Xavier Branicki recueille dans son château de Montrésor de très nombreux témoignages, tableaux et meubles évoquant sa Pologne natale, mais également des œuvres de peintres italiens de la Renaissance car il rapporte, probablement de son séjour en Italie au début de son exil, l'amour de la peinture de cette époque ; il acquiert ainsi de nombreux tableaux qu'il installe à Montrésor. Plus rassembleur d'œuvres d'art que véritable collectionneur, il enrichit le mobilier de son château d'objets et de meubles de styles très variés, avec toutefois une dominante du style Second Empire, comme un escalier en acajou acheté lors d'une visite à l'exposition universelle de 1855. Il y rassemble également une des plus importantes collections d'œuvres d'art polonaises en France (tableaux, pièces d'orfèvrerie),,. La bibliothèque du château constituée par ses soins est également riche de plusieurs milliers de volumes, dont des atlas hollandais du XVIe siècle.

### Un financier aux idées novatrices

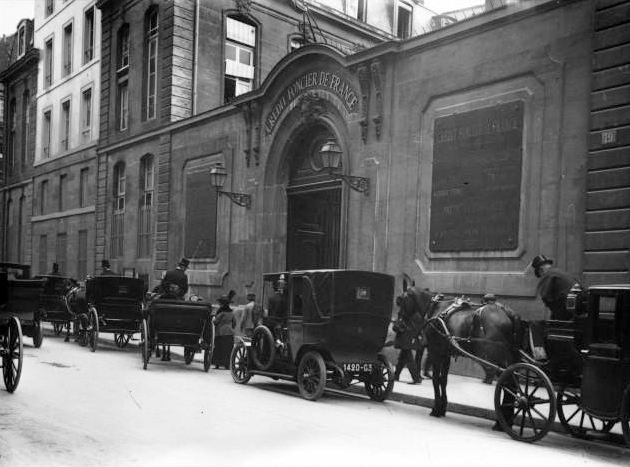
La façade du Crédit foncier de France (Paris).

Le comte Branicki entretient des relations suivies avec les grands banquiers parisiens comme James de Rothschild. Il est l'un des fondateurs du Crédit foncier de France avec Ludwik Wołowski et siège à son conseil d'administration. Sa grande fortune lui permet de participer au financement des travaux haussmanniens à Paris. Il propose de financer en partie la création d'une ligne ferroviaire entre Kiev et le port d'Odessa dans le gouvernement de Chersonèse pour faciliter le transport des céréales,. Administrateur de la compagnie du chemin de fer de Paris à Orléans, il est également l'un des fondateurs, en 1860, de la compagnie des chemins de fer algériens.
La guerre franco-allemande de 1870 semble l'avoir poussé à écrire et publier ses ouvrages consacrés à l'économie. Dans Libération de la France par un impôt sur le capital, il propose de lever une contribution nationale extraordinaire de 3 % sur la valeur de tous les biens mobiliers et immobiliers des Français demeurant en France ou à l'étranger pour atteindre 60 % de la contribution de guerre ; le reste était déjà apporté par les emprunts en place. Cette idée n'a pas été suivie à l'époque.
S'il s'intéresse à l'économie de manière générale, il ne néglige pas pour autant sa fortune personnelle et c'est un habile gestionnaire. Alors que le contexte économique né de la fin de la monarchie de Juillet n'est pas bon, Xavier Branicki table sur un retour à un régime impérial après le court épisode de la Deuxième République ; ses prévisions se révélant exactes, il réalise de substantielles plus-values.

### Un pragmatique aux convictions affirmées

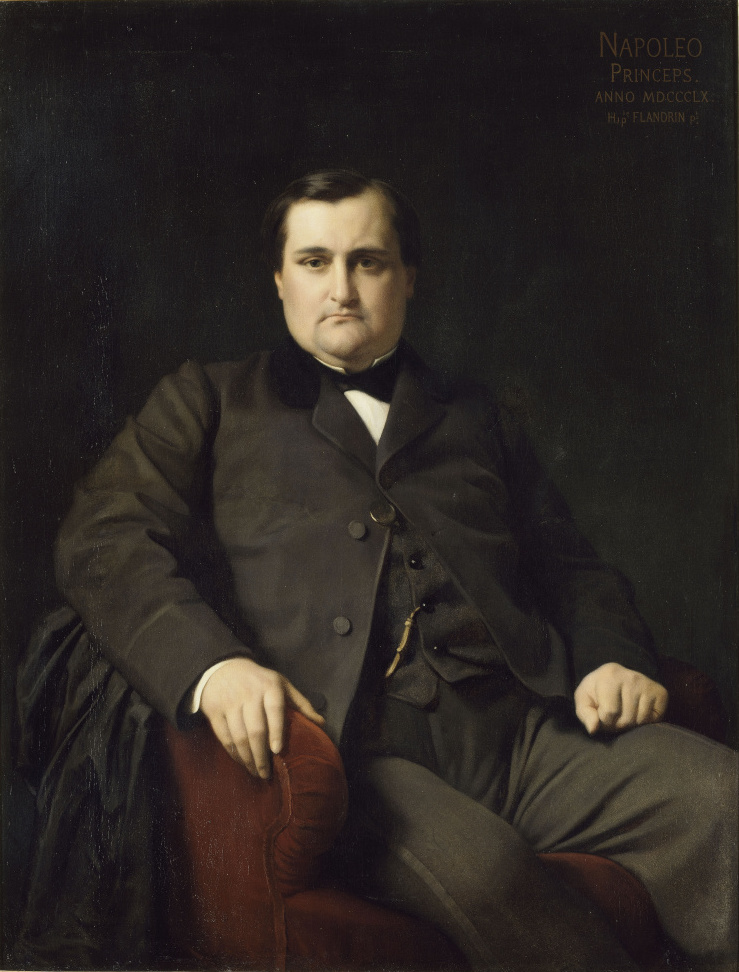
Le prince Napoléon
(Hippolyte Flandrin, 1860).

Il a souhaité l'arrivée au pouvoir de Napoléon III, l'a toujours soutenu et il semble avoir été écouté par l'empereur ou en tout cas par son entourage, mais il devient républicain après 1870, convaincu que « l'hérédité monarchique n'a plus de sens » et que le chef de l'État doit être élu directement par le peuple. Il est en outre favorable à une « instruction primaire gratuite, obligatoire et sous le contrôle de l'État », cette disposition devant s'étendre ensuite aux degrés supérieurs de l'enseignement.
Très marqué par l'héritage du XVIIIe siècle, et par là-même plutôt anachronique, il combine le legs des Lumières avec le romantisme, et s'intéresse à maints sujets, voyage beaucoup, entretient un important réseau de relations et d'amis. Esprit curieux, se définissant lui-même comme un « unitaire chrétien très tolérant » ouvert à toutes les religions, il fait traduire en français et publier l'ouvrage du rabbin Elie Soloweyczyk (en), Kôl Kôré,. Il est reçu chez les francs-maçons dans les années 1850 au sein de la Loge des Démophiles de Tours,, comme son ami le prince Napoléon qui est membre de la Loge des Amis de la Patrie, rattachée au Grand Orient de France.

## Publications
Auteur d'ouvrages économiques, politiques et historiques, Xavier Branicki a publié plusieurs ouvrages en français.
 : document utilisé comme source pour la rédaction de cet article.
- Libération de la France par un impôt sur le capital, Paris, E. Dentu, 31 p. (lire en ligne).
- L'impôt sur le capital, libérateur de la contribution de guerre – Moyens pratiques de l'appliquer, Paris, E. Dentu, 1871, 32 p. (lire en ligne).
- La politique du passé et la politique de l'avenir, esquisse d'une constitution, Paris, E. Dentu, 1876, 130 p. (lire en ligne).
- Les nationalités slaves : lettres au R. P. Gagarin, Paris, E. Dentu, 1879, 408 p. (lire en ligne).

## Distinctions
Chevalier de la Légion d'honneur (décret du 12 avril 1862)

## Pour approfondir